# Rajongemeinde Vilkaviškis
Rajongemeinde Vilkaviškis (litauisch Vilkaviškio rajono savivaldybė) ist eine Rajongemeinde im Bezirk Marijampolė in Litauen an der Grenze zu Polen und Russland (Oblast Kaliningrad). Das Zentrum ist die Stadt Vilkaviškis. Die Rajongemeinde hat über 35.000 Einwohner (2024). Weitere größere Orte in der Rajonsgemeinde sind u. a. Kybartai und Virbalis. Durch die Rajongemeinde Vilkaviškis fließt die Šešupė.

## Geschichte
Der Rajon wurde 1950 in Sowjetlitauen aus dem Bezirk Vilkaviškis gebildet.
1995 gründete man die Rajongemeinde. 2009 wurden 83 Unteramtsbezirke (seniūnaitija) gebildet.

## Orte

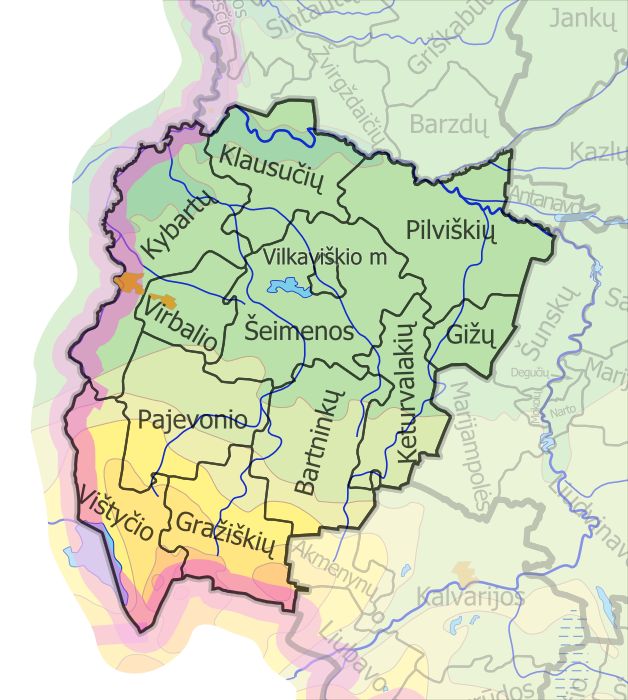
Amtsbezirke der Rajongemeinde Vilkaviškis

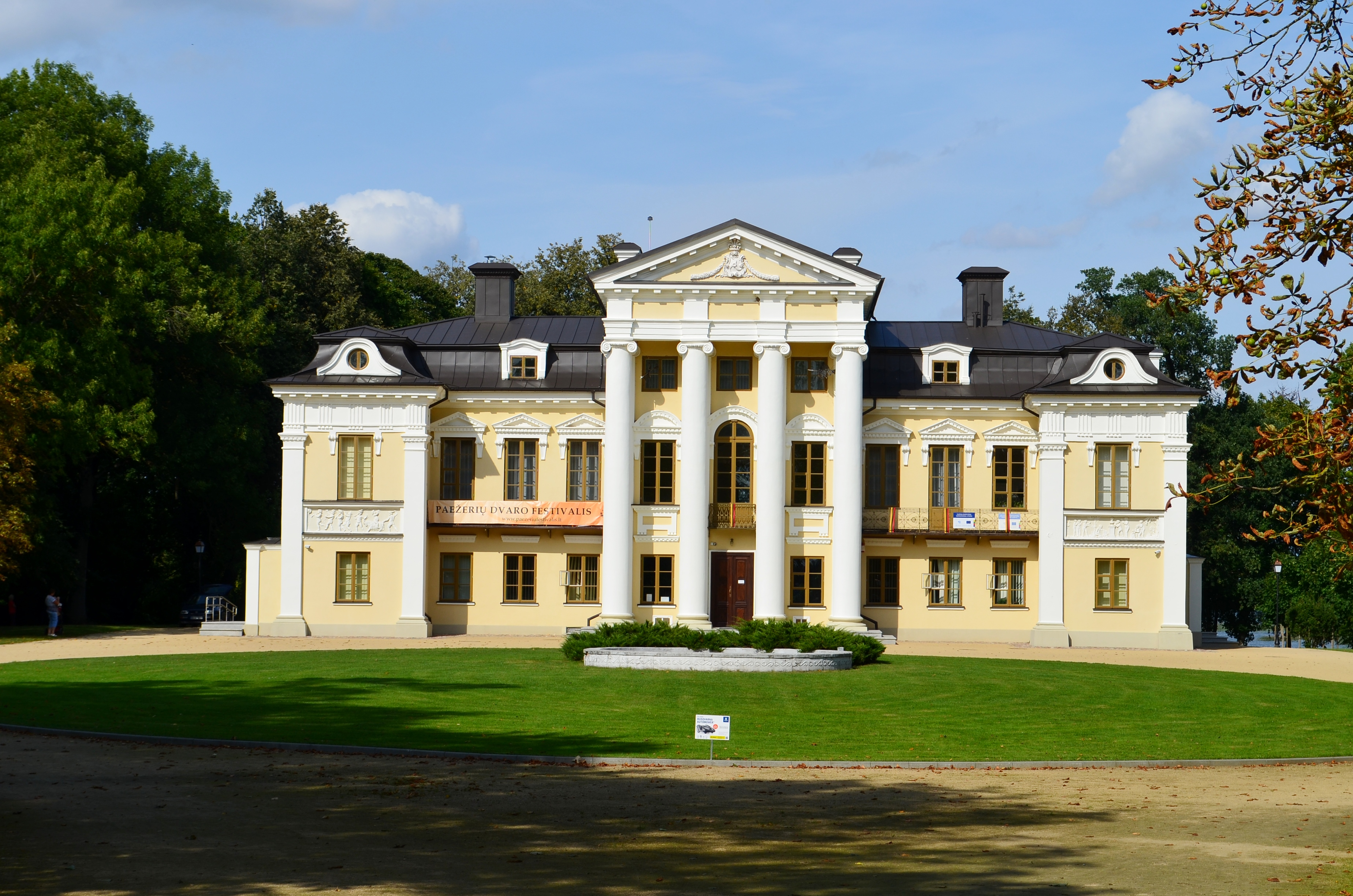
Herrenhaus Paežeriai, erbaut 1795 bis 1799

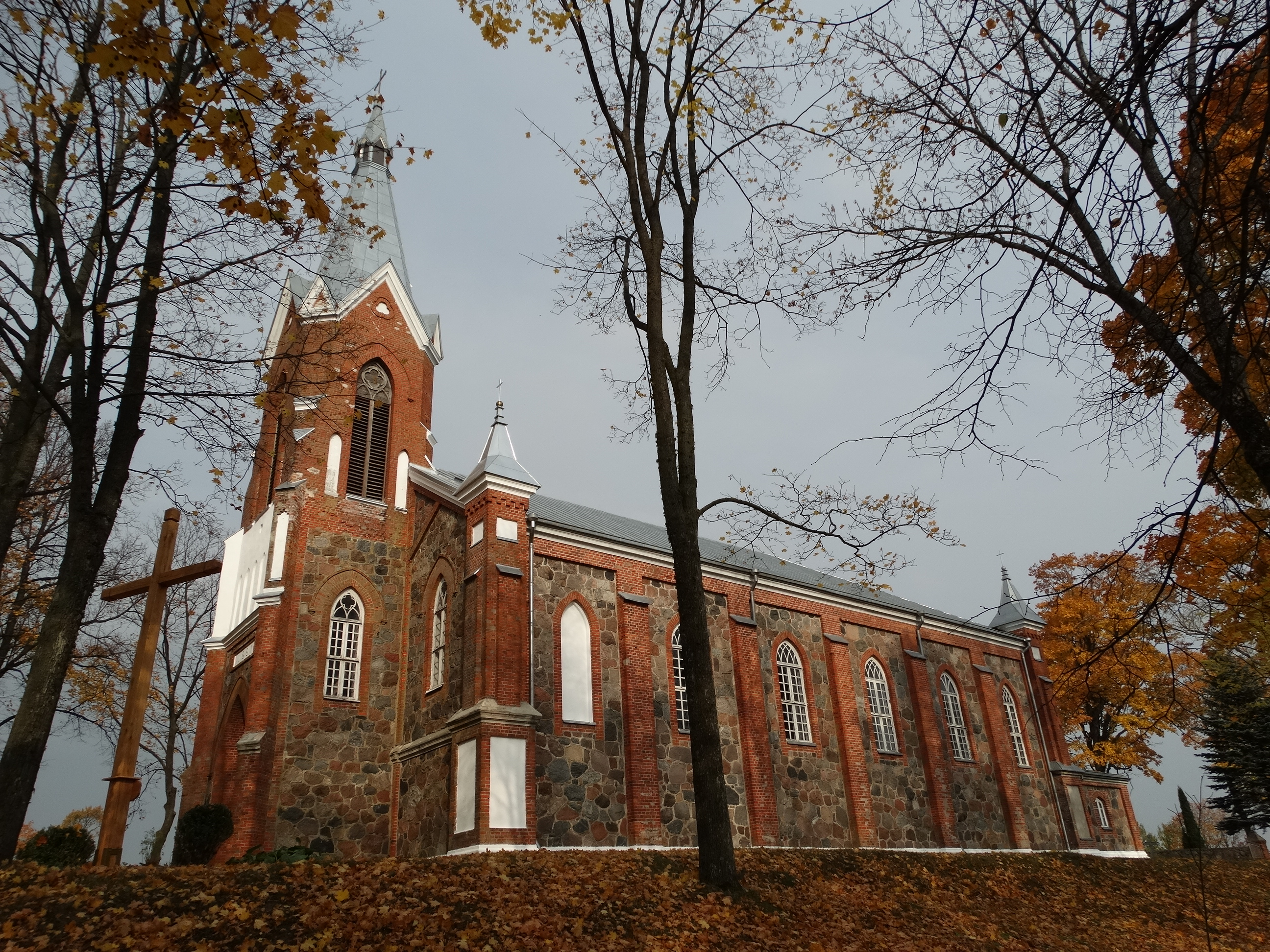
Gražiškiai Katholische Kirche St. Michael der Erzengel, erbaut 1877 bis 1881

Orte (und Einwohner):
- Vilkaviškis – 13.283
- Kybartai – 6.556
- Pilviškiai – 1.493
- Virbalis – 1.351
- Pajevonys – 576
- Stotis – 571
- Paežeriai – 569
- Vištytis – 566
- Giedriai – 565
- Dvarnieji – 554
- Gražiškiai – 349 (2011)

## Bürgermeister
- 1995–2000: Jonas Mačys (1938–2012), LTS
- 2000–2011: Algirdas Bagušinskas (* 1958), LSDP
- 2011–2013: Algimantas Antanas Greimas (* 1938), LSDP
- 2013–(2027): Algirdas Neiberka (* 1972), LSDP

## Persönlichkeiten
- Karolis Podolskis (* 1985), Politiker

## Partnerstädte
- Frankreich, Marly
- Spanien, Lepe
- Polen, Olecko
- Lettland, Valmiera